# Qubuxiong
Qubuxiong (kinesiska: 曲布雄, 曲布雄乡) är en socken i Kina. Den ligger i den autonoma regionen Tibet, i den sydvästra delen av landet, omkring 230 kilometer väster om regionhuvudstaden Lhasa. Antalet invånare är 5 428. Befolkningen består av 2 566 kvinnor och 2 862 män. Barn under 15 år utgör 27,0 %, vuxna 15-64 år 67 %, och äldre över 65 år 4,0 %.
Genomsnittlig årsnederbörd är 651 millimeter. Den regnigaste månaden är juli, med i genomsnitt 242 mm nederbörd, och den torraste är mars, med 2 mm nederbörd.